# 2TV 생생정보
《2TV 생생정보》는 KBS 2TV에서 매주 평일 오후 6시 35분에 방송 중인 저녁 정보 프로그램이다.

## 역사
2010년 《생생정보통》으로 시작하여 4년 간 운영되다 2014년 개편에서 폐지 위기를 맞았다. 2015년 1월 1일부터 《생생정보》로 이름을 바꾸어 계속 방송되고 있다.

## 슬로건
- 한국인이 가장 많이 보는 저녁 정보 프로그램 생생정보통 
 (2010년 5월 10일 ~ 2014년 12월 31일)
- 한국인이 가장 많이 보는 저녁 정보 프로그램 2TV 저녁 생생정보 
 (2015년 1월 1일 ~ 2015년 5월 28일)
- 한국인이 가장 많이 보는 저녁 정보 프로그램 2TV 저녁 생생정보 1부 
 (2015년 6월 1일 ~ 2015년 7월 30일)
- 한국인이 가장 많이 보는 저녁 정보 프로그램 2TV 저녁 
 (2015년 8월 3일 ~ 2015년 10월 1일)
- 한국인이 가장 많이 보는 저녁 정보 프로그램 2TV 생생정보 
 (2015년 10월 5일 ~ 2022년 8월 26일, 2022년 8월 30일 ~ 현재)
- 한국인이 가장 좋아 하는 저녁 방송 프로그램 2TV 생생정보 
 (2022년 8월 29일)

## MC
| 대수 | 프로그램명        | 진행자        | 진행자        | 진행 기간                           |
| 대수 | 프로그램명        | 남성          | 여성          | 진행 기간                           |
| ---- | ----------------- | ------------- | ------------- | ----------------------------------- |
| 1대  | 생생정보통        | 전현무 한석준 | 이지애        | 2010년 5월 3일 ~ 2010년 12월 24일   |
| 2대  | 생생정보통        | 전현무 김현욱 | 이지애        | 2010년 12월 27일 ~ 2011년 4월 29일  |
| 3대  | 생생정보통        | 도경완 김현욱 | 이지애        | 2011년 5월 2일 ~ 2011년 10월 28일   |
| 4대  | 생생정보통        | 도경완        | 이지애 김경란 | 2011년 10월 31일 ~ 2012년 8월 23일  |
| 5대  | 생생정보통        | 도경완        | 이지애 이정민 | 2012년 8월 27일 ~ 2013년 6월 20일   |
| 6대  | 생생정보통        | 도경완 조충현 | 이지애        | 2013년 6월 24일 ~ 2014년 2월 20일   |
| 7대  | 생생정보통        | 도경완 조충현 | 오정연        | 2014년 2월 24일 ~ 2014년 12월 25일  |
| 8대  | 생생정보통        | 도경완 조충현 | 정다은        | 2014년 12월 29일 ~ 2014년 12월 31일 |
| 8대  | 2TV 저녁 생생정보 | 도경완 조충현 | 정다은        | 2015년 1월 1일 ~ 2015년 7월 30일    |
| 8대  | 2TV 저녁          | 도경완 조충현 | 정다은        | 2015년 8월 3일 ~ 2015년 10월 1일    |
| 8대  | 2TV 생생정보      | 도경완 조충현 | 정다은        | 2015년 10월 5일 ~ 2016년 4월 14일   |
| 9대  | 2TV 생생정보      | 도경완 조충현 | 이슬기        | 2016년 4월 18일 ~ 2018년 5월 25일   |
| 10대 | 2TV 생생정보      | 도경완 오승원 | 이지연        | 2018년 5월 28일 ~ 2019년 6월 28일   |
| 11대 | 2TV 생생정보      | 한상헌 오승원 | 이지연        | 2019년 7월 1일 ~ 2020년 2월 21일    |
| 12대 | 2TV 생생정보      | 오승원 이재성 | 이지연        | 2020년 2월 24일 ~ 2021년 3월 5일    |
| 13대 | 2TV 생생정보      | 이재성        | 이선영 정지원 | 2021년 3월 8일 ~ 2022년 8월 26일    |
| 14대 | 2TV 생생정보      | 강승화        | 이선영 이각경 | 2022년 8월 29일 ~ 2025년 3월 28일   |
| 15대 | 2TV 생생정보      | 조항리 강성규 | 이각경        | 2025년 3월 31일 ~ 현재              |

## 코너
방영 코너
- 이 PD가 간다
- 아이러브 코리아
- 안전 사용 설명서
- 생생 발견 이건 몰랐지?
- 미스터 리(Lee)의 사진한 컷, 대한민국
- 택시 맛객
- 가격 파괴 와이(Why)
- 장사의 신
- 엄마의 밥상
- 대결 맛 대 맛
- 믿고 떠나는 스타의 고장
- 골드타임 히어로
- 고수의 부옄
- 나나랜드
- SNS 화제 영상
- 리얼극장 부부 별곡
- 독한 인생~ 독하다 독해!
- 궁금한 건 못 참지
- 행복한 효행할까요?
- 대가의 일급정보
- 헌 집 줄게 새집 다오
- 생생현장
- 생생트레인 강산해
- 교통카드면 충분해
- 기다려야 제맛
- 아빠는 슈퍼맨
- 엄마는 슈퍼우먼
- 부부는 히어로즈
- 수확의 달인
- 핫플레이스 NOW
- 알짜 정보통
- 달라야 산다
- 퀴즈탐험 생생의 세계
- 한눈에 반했 ~ 섬
- 한국인의 식판
- 스타 밥집
- 두집 살림
- 사건 실화
- 크리에이터로 살아남기

종영 코너
- 생생 줌인 진짜 현장
- 지독한 PD의 극한 현장, 그곳
- 유 PD의 시켜만 주세요
- 장 PD의 현장 박치기
- 무작정 떠나는 식도락 여행 - 무식한 여행
- 도와줘요! 빅마마
- 에드워드 권의 게릴라 만찬
- 선우용여의 맛있는 초대
- 다짜고짜 맛보기
- 리얼 가(격의) 왕
- 줄을 서시오
- 찰떡궁합! 맛의 결정타
- 부창부수 소문난 집
- 대한민국 명사들이 알고 있는 고급 정보를 폭로하다
- 힐링 하우스
- 생활 법정 이런 법이 어딨어
- 메디컬 노트 - 아무도 몰랐다[14]
- 생생 주치의
- 생생 일일구
- 리얼 타임 59초
- 시사 초점 다시보기
- 영상 포착! 숨겨진 이야기
- 그것이 궁금하다
- 사건 추적 와이(Why)
- 황금 레시피
- 강성범의 세상 돋보기
- 추적! 사건 엑스 파일(X-File)
- 추적 사건 인(In)
- 대한민국 1%, 반갑습니다
- 랭킹쇼 오늘
- 시켜만 주세요, 윤성호
- 상(차리는) 남자가 사는 법
- 무작정 제가 한 번 해 보겠습니다.
- 비법 천하
- 초저가의 비밀
- 무제한을 찾아라
- 미각 양대산맥
- 계절의 보석

## 타이틀 변천사
- 현재 타이틀은 2015년 10월 5일부터 기준으로 한다.

| 기수 | 프로그램 타이틀   | 방송 기간                          |
| ---- | ----------------- | ---------------------------------- |
| 1기  | 생생정보통        | 2010년 5월 10일 ~ 2014년 12월 31일 |
| 2기  | 2TV 저녁 생생정보 | 2015년 1월 1일 ~ 2015년 7월 30일   |
| 3기  | 2TV 저녁          | 2015년 8월 3일 ~ 2015년 10월 1일   |
| 4기  | 2TV 생생정보      | 2015년 10월 5일 ~ 현재             |

## 시청률
2020년 7월 28일, 닐슨코리아 시청률 정보에서 집계한 시청률은 5.2 % 로 비슷한 시간대의 비해 약간 떨어지는 비율을 보였다.

## 편성 변경, 결방
2023년
- - 1월 23일 ~ 1월 24일 : 설 연휴로 인한 결방.
  - 7월 24일 : 《2023 FIFA 여자 월드컵》  독일 VS  모로코 중계방송으로 인한 결방에 따라 꿀잼 영화가 좋다 베스트로 대체
  - 8월 3일 : 《2023 FIFA 여자 월드컵》  대한민국 VS  독일 중계방송으로 인한 결방에 따라 오후 5시 30분에 방송
  - 8월 11일 : 2023 잼버리 편성으로 인한 결방에 따라 오후 5시 50분에 방송.
  - 9월 21일 : 《2023 서울 드라마 어워즈》 펀성으로 인한 결방.
  - 9월 25일 ~ 10월 6일 : 추석 연휴로 인해 《2022 항저우 아시안 게임》 중계방송으로 인한 결방.
  - 10월 26일 : 《K푸드쇼 '맛의 나라' 국물의 나라 (1부)》 재방송으로 인한 결방.
  - 10월 31일 : KBS 스포츠 2023년 KBO 리그 플레이오프 2차전 NC 다이노스 VS kt wiz 중계방송으로 인한 결방.
  - 11월 10일 : KBS 스포츠 2023년 KBO 리그 한국시리즈 3차전 LG 트윈스 VS kt wiz 중계방송으로 인한 결방.

2024년
- - 2월 9일 ~ 2월 12일 : 설 연휴로 인한 결방.
  - 7월 29일 ~ 8월 9일 :《2024 파리 하계 올림픽》 중계방송으로 인한 결방.
  - 9월 16일 : 싱크로유 편성으로 인한 결방.
  - 10월 2일 : KBS 스포츠 2024년 KBO 리그 와일드카드 결정전 1차전 kt 위즈 VS 두산 베어스 중계방송으로 인한 결방.
  - 10월 8일 : KBS 스포츠 2024년 KBO 리그 준플레이오프 3차전 LG 트윈스 VS kt 위즈 중계방송으로 인한 결방.
  - 10월 15일 : 2026 북중미 월드컵 중계방송으로 인한 결방에 따라 저녁 6시 30분에 방송.
  - 10월 18일 : 팔도밥상과 동물은 훌륭하다 재방송으로 인한 결방.
  - 10월 22일 : 전설의 취사병 재방송으로 인한 결방.
  - 10월 23일 : KBS 스포츠 2024년 한국시리즈 2차전 삼성 라이온즈 VS KIA 타이거즈 중계방송으로 인한 결방에 따라 오후 5시 30분에 방송.
  - 10월 25일 : 뮤직뱅크 인 창원 편성으로 인한 결방.
  - 10월 28일 : KBS 스포츠 2024년 한국시리즈 5차전 삼성 라이온즈 VS KIA 타이거즈 중계방송으로 인한 결방에 따라 오후 5시 15분에 방송.
  - 12월 30일 : 오후 7시에 방송.

2025년
- - 1월 27일 : 5시 20분 으로 변경.
  - 1월 28일 : 설특집 뽈룬티어 편성으로 인한 결방.
  - 1월 29일 : 5시 50분 으로 변경.
  - 3월 18일 : 2025메이저리그 LA다저스 VS 시카고컵스 중계방송으로 인한 결방.
  - 6월 6일 : 2025년 KBO 리그 한화 이글스 VS KIA 타이거즈 중계방송으로 인한 결방.
  - 8월 5일 : 2025년 KBO 리그 롯데 자이언츠 VS KIA 타이거즈 중계방송 으로 인한 결방
  - 8월 12일 : 2025년 KBO 리그 롯데 자이언츠 VS 한화 이글스 중계방송으로 인한 5시 로 변경
  - 8월 15일 :  4시 25분으로 변경
  - 8월 19일 : 2025년 KBO 리그 롯데 자이언츠 VS LG 트윈스 중계방송으로 인한 결방
  - 8월 26일 : 2025년 KBO 리그 KIA 타이거즈 VS SSG 랜더스 중계방송으로 인한 결방

## 경쟁 프로그램
- 오늘N (MBC TV)
- 생방송 투데이 (SBS TV)